# Fred Kassak
Fred Kassak, pseudonyme de Pierre Humblot est un scénariste et romancier français né le 4 mars 1928 dans le 15e arrondissement de Paris et mort le 12 avril 2018 à Levallois-Perret,.
Il a abordé tous les genres : théâtre romans, nouvelles, feuilletons, journalisme, télévision, cinéma, radio. Il a reçu le prix Mystère de la critique 1972 pour Nocturne pour assassin et le grand prix de littérature policière 1958 pour On n’enterre pas le dimanche dont l’adaptation à l’écran par Michel Drach obtint le Prix Louis-Delluc. La plupart de ses romans ont été adaptés au cinéma et plusieurs par Michel Audiard, le plus connu étant Elle boit pas, elle fume pas, elle drague pas, mais... elle cause !. On lui doit le premier scénario de la série télévisée Les Cinq dernières minutes - à laquelle il collabora ensuite régulièrement - et de nombreuses pièces pour « Les Maîtres du mystère », émission radiophonique de Pierre Billard.

## Biographie

### Débuts
À la Libération, Pierre Humblot quitte le lycée et entre, comme secrétaire du service outre-mer, au Touring club de France. Cette expérience fournira la substance d'un roman librement adapté au cinéma par Pierre Tchernia en 1963, Carambolages, dont Kassak estimera néanmoins qu'il est une « trahison » de l'œuvre originale, comme selon lui toutes les adaptations que Michel Audiard a faites de ses romans.
Il débute en écrivant quelques contes et nouvelles qui paraissent dans le magazine Pour Vous, Madame. Caressant un moment l’ambition de devenir comédien, il prend des cours d’art dramatique et écrit également quelques poèmes qui lui valent de recevoir, en 1948, le 2e prix du Club des poètes français (dont il est le secrétaire général, le 1er prix étant revenu au président). Il fonde, avec quelques collègues un groupe théâtral. Le fait de jouer les pièces des autres lui donne envie d’en composer une et il écrit le premier acte d’une comédie : Juanito, le séducteur ingénu. Pierre Humblot est le cousin de la comédienne Annette Poivre, qui est elle-même la femme du comédien Raymond Bussières. Le couple est enthousiasmé par le premier acte et l’engage vivement à écrire les deux autres. Pierre Humblot s’exécute et la pièce reçoit un cinquième prix au Concours d’Enghien en 1953.
Pierre Humblot se lance dans le cinéma et il est engagé comme gagman pour le film de Norbert Carbonnaux : Les Corsaires du bois de Boulogne. Il racontera cependant en 2017 que sa collaboration à ce film aura été « parfaitement nulle », qu'il « n'est l'auteur de rien du tout » dans les Corsaires et qu'il n'aura « joué aucun rôle dans cette histoire ».
Grâce à Raymond Bussières, sa pièce est représentée en lecture-spectacle par l’école d’art dramatique du Vieux-Colombier. Quelque temps plus tard, la pièce est reçue au théâtre des Capucines et commence sa carrière en janvier 1956 dans une mise en scène de Louis Ducreux, avec une musique de Darius Milhaud. Elle ne tient l’affiche qu’un mois et demi. On lui substituera un one man show d’Henri Salvador.

### L'auteur de romans policiers
Pierre Humblot publie aux Éditions de l’Arabesque un roman d'espionnage Tonnerre à Tana (abréviation de la capitale de l’ancien royaume des Hovas) dont l’action se situe à Madagascar, Antsirabe. Il prend le nom de plume de Kassak. L’Arabesque lui offre, aussitôt après, une nouvelle chance dans le roman policier en lui proposant d’écrire un suspense pour sa nouvelle collection « Crime parfait ? » et c’est la naissance de Plus amer que la mort auquel succède un second espionnage Estocade à Stockholm, puis un second suspense : Nocturne pour assassin qualifié de roman de grande classe par Mystère-Magazine et de classique du genre par Maurice-Bernard Endrèbe. Il manque de peu le grand prix de littérature policière, attribué cette année-là à un autre débutant, Frédéric Dard. Fred Kassak remporte cette distinction avec On n’enterre pas le dimanche l’année suivante.
Fred Kassak est avec Claude Loursais l’auteur du scénario de la première émission de ce même Claude Loursais Les Cinq Dernières Minutes qui eut lieu le 1er janvier 1958. C'est pourquoi, comme Fred Kassak l'expliquera à Philippe Garbit le 6 juillet 2014 au micro de France Culture, dans le premier épisode, Raymond Souplex s'appelle Sommet, du nom de l'anti-héros de Kassak, et non Bourrel comme par la suite.
Il enchaîne avec un roman humoristique inspiré de son expérience dans l’association de tourisme : Carambolages (qui sera sélectionné pour le grand prix de l'humour noir, lequel reviendra finalement à Raymond Queneau pour Zazie dans le métro).
Fred Kassak a vécu de sa plume, ayant abordé tous les genres : théâtre, romans, nouvelles, feuilletons, journalisme, télévisions, cinéma… Les machiavéliques intrigues et les noires machinations qu’il imagine sont toujours servis avec beaucoup d’humour et un art consommé de la chute.
Pour rendre hommage à Fred Kassak, Michel Dupuy a réalisé un film documentaire sur lui, film qui a été projeté lors du premier festival Les Passeurs de Lumière les 16-17 mai 2009 à Moëlan-sur-Mer. Fred Kassak a été l'invité de Philippe Garbit pour son émission de radio Nuit rêvée sur France Culture, le 6 juillet 2014.

## Réception de l'œuvre, accueil critique

### Citations et appréciations
« Chez Kassak, l'enquête est conduite avec humour, le cours des événements se charge d'ironie et se termine par une pirouette. Le talent, la maîtrise, la virtuosité de Fred Kassak forcent l'admiration. Fred Kassak écrit pour surprendre avec logique. » Mystère Magazine.
« Capable d’écrire d’horribles et noires machinations, il excelle principalement dans l’humour, souvent burlesque. » Michel Lebrun et Claude Mesplède in La Crème du crime tome 1 : anthologie de la nouvelle noire et policière française, Éd. L’Atalante, Nantes, 1995.
« Fred Kassak est un romancier complet qui n’a succombé à aucune facilité littéraire. Ses romans sont personnels, bien construits et remarquablement écrits ; ils ont tous cette particularité d’échapper au dramatique pour cerner l’humour du quotidien. Pas de grands sentiments dans ses livres, ou quand ils sont grands, ils sont sûrement mauvais… On pourrait alors énumérer tous ses romans, tous plus féroces et plus drôles les uns que les autres… et l’on s’apercevrait ainsi, que Kassak est un héritier de Queneau, Aymé et Reiser, un dessinateur de la médiocrité, un peintre du sordide, un écrivain à l’humour corrosif. » Stéphane Lévy-Klein.
« Fred Kassak fait preuve de virtuosité pour mettre en scène, avec beaucoup d’humour et un art consommé de la chute, de machiavéliques intrigues et de noires machinations. » Claude Mesplède in Dictionnaire des littératures policières, Éd. Joseph K., Nantes, 2003.
« Fred Kassak est un auteur de brillantes comédies de meurtre, agencées comme des vaudevilles de Feydeau. » Thomas Bauduret
« Son style cynique, subtil et radicalement original a infusé toute une manière de voir et de sentir qui n’appartient qu’à la France. » Emmanuel Legeard
« Fred Kassak est un auteur rare. Il n’a écrit que quelques romans mais ceux-ci ont suffi à établir leur auteur parmi les plus virtuoses auteurs français de polars. Ce sont de véritables joyaux, de l’eau dont on fait les couronnes royales ! » Jacques Baudou, Mystères 91.

### Récompenses
- 1958 : grand prix de littérature policière pour son roman On n'enterre pas le dimanche.
- 1960 : prix Louis-Delluc pour le film On n'enterre pas le dimanche de Michel Drach, adapté du roman.
- 1973 : prix Mystère de la critique pour son roman Nocturne pour assassin.

## Œuvre
Seules sont mentionnées les premières éditions.

### Romans
- Tonnerre à Tana, L'Arabesque, coll. « Espionnage », no 46, 1957.
- L'Amour en coulisse, L'Arabesque, coll. « Parme », no 13, 1957, sous le pseudonyme de Jean Céric.
- Plus amer que la mort…, L'Arabesque, coll. « Crime parfait ? », no 4, 1957.
- Estocade à Stockholm, L'Arabesque, coll. « Espionnage », no 56, 1957.
- Savant à livrer le…, Éditions du Gerfault, coll. « Chit ! », no 3, 1957, sous le pseudonyme de Pierre Civry.
- Nocturne pour assassin, L'Arabesque, coll. « Crime parfait ? », no 8, 1957.
- On n'enterre pas le dimanche, L'Arabesque, coll. « Crime parfait ? », no 16, 1958.
- Carambolages, L'Arabesque, coll. « Crime parfait ? », no 25, 1959.
- Crêpe Suzette, L'Arabesque, coll. « Crime parfait ? », no 33, 1959.
- Une chaumière et un meurtre, Presses de la Cité, coll. « Un mystère », no 570, 1961.
- Bonne vie et meurtres, Presses de la Cité, coll. « Mystère », no 18, 1969, novélisation de la pièce radiophonique Vocalises.
- Voulez-vous tuer avec moi ?, Le Masque, no 2061, d'après la pièce radiophonique Le Métier dans le sang, Presses de la Cité, coll. « Mystère » no 119, 1971.

### Romans feuilletons
- « Le Commando des femmes sans nom », Détective, du 24 mars au 19 mai 1966, roman feuilleton en 9 épisodes.
- « La Chasse infernale des saboteurs du ciel », Détective, du 14 juillet au 18 août 1966, roman feuilleton en 6 épisodes.
- « Amour et séduction à Berlin-Est », Détective, du 1er décembre 1966 au 19 janvier 1967, roman feuilleton en 8 épisodes.
- « Françoise, l'énigmatique femme-pirate », Détective, du 23 mars au 4 mai 1967, roman feuilleton en 7 épisodes.

### Recueils
- Qui a peur d'Ed Garpo ?, Le Masque, no 2241, 1995.
- On ne tue pas pour s'amuser !, Cheminements, coll. « Chemin noir », 2005.
- Assassins et noirs desseins, dramatiques et nouvelles, Cheminements, coll. « Chemin noir », 2006.
- Les Fins Mots de l'histoire / Fred Kassak ; illustrations Ariane Humblot. Paris : les Éd. du Léopard masqué, coll. "Les petits du Léopard", 11/2008, 157 p.  (ISBN 978-2-35049-031-1)

### Œuvres réunies en volumes, compilations
- Fred Kassak, Le Cercle européen du livre, coll. « Les chefs-d'œuvre de la littérature d'action », 1974.
- Fred Kassak, vol. 1, Ed. du Masque, coll. « Les Intégrales », 1998.
- Fred Kassak, vol. 2 : Romans humoristiques, Ed. du Masque, coll. « Les Intégrales », 2003.

### Nouvelles

#### Sous le nom de Pierre Humblot
- « La Ballade des carcasses », Noir magazine, no 2, Paris, Éd. Charles Frémanger, mai-juin 1954, p. 24-41.
- « Conte à dormir », Pour Vous, Madame : la revue de votre foyer, suppl. mensuel de La vie des Métiers, décembre 1954, no 113, p. 16-17, 73.
- « La Rose et le noir », Pour Vous, Madame : la revue de votre foyer, suppl. mensuel de La vie des Métiers, mars 1955, no 116, p. 52-53.
- « Un conte vrai pour grandes personnes », Pour Vous, Madame : la revue de votre foyer, suppl. mensuel de La vie des Métiers, mai 1955, no 118, p. 32-33.
- « La Jeune Fille du train », Pour Vous, Madame : la revue de votre foyer, suppl. mensuel de La vie des Métiers, octobre 1955, no 122, p. 58-59, 81.
- « Petit-Midon et le Père Noël », Pour Vous, Madame : la revue de votre foyer, suppl. mensuel de La vie des Métiers, décembre 1955, no 124, p. 14-15, 69. Illustrations de Gring.
- « Genséric », Pour Vous, Madame : la revue de votre foyer, suppl. mensuel de La vie des Métiers, mai 1956, no 129, p. 38-39.
- St Valentin, épisode 1/2, Pour Vous, Madame : la revue de votre foyer, suppl. mensuel de La vie des Métiers, mars 1957, no 138, p. 30-33.
- St Valentin, épisode 2/2, Pour Vous, Madame : la revue de votre foyer, suppl. mensuel de La vie des Métiers, avril 1957, no 139, p. 56-58.

#### Sous le pseudonyme de Fred Kassak
- « Iceberg , Week-end : le magazine du tiercé, samedi 18 janvier 1964, no 71, p. 16-17, ill. de Mette.
- « Qui a tué Joris Hoorn ? », Elle, 19 juillet 1971, no 1335, p. 76-80, photogr. n&b de Henri Elwing p. 77.
- « Qui a tué Colette Lubin ? », Elle, 2 août 1971, no 1337, p. 64-67, photo coul. de Henri Elwing p. 65.
- « Qui a tué Henri Bataumon ? », Elle, 16 août 1971, no 1339, p. 84-88, photogr. n&b de Henri Elwing p. 84.
- « Myosora ou Qui a tué Sabine Lacaune ? », Elle, 17 juillet 1972, no 1387, p. 64-67, 82-83, photo coul. de Henri Elwing p. 65. Solution in Elle, 18 septembre 1972, no 1396, p. 113.
- « Irène ou Qui a tué Georges Muzillac ? », Elle, 24 juillet 1972, no 1388, p. 38-40, 88, photo coul. de Henri Elwing, p. 41. Solution in Elle, 25 septembre 1972, no 1397, p. 132.
- « Édith ou Qui a tué Norbert Kévin ? », Elle, 31 juillet 1972, no 1389, p. 38-41, 82-83, photos n/b p. 39. Solution in Elle, 2 octobre 1972, no 1398.
- « Blandine ou Qui a tué Françoise Mongala ? », Elle, 7 août 1972, no 1390, p. 62-65, 78-79, photogr. n&b de Henri Elwing p. 63. Solution in Elle, 9 octobre 1972, no 1399.
- « Karen ou Qui a tué Jacqueline Ribeira ? », Elle, 14 août 1972, no 1391, p. 64-68, 74, photogr. n&b de Henri Elwing p. 65. Solution in Elle, 16 octobre 1972, no 1400.
- « Véronique ou Qui a tué François Cabardes ? ». Elle, 21 août 1972, no 1392, p. 76-79, 92, 94-95, photogr. n&b de Henri Elwing p. 77. Solution in Elle, 23 octobre 1972, no 1401.
- « Duel dans l’ombre » (scénario de court métrage), Super 8 se déchaîne : scénarios professionnels pour les cinéastes amateurs, réunis et présentés par Michel Lebrun, Paris, Solar, 1972, p. 59-62.
- « La Mort de l’abeille » (nouvelle inédite et perdue). Réf. in Le Lyonnais (François). « Croisade pour l’énigme et le roman d’énigme ». Subsidia Pataphysica : cahier du Collège de Pataphysique, 1974 (2 haha 102), no 24-25, p. 47.
- « Une fois, pour voir… », Hitchcock Magazine : Histoires de suspense no 20 (nouvelle série), Paris, Librairie générale française, août-septembre 1990, p. 49-53.
- « Des yeux perçants » (version revue de La Ballade des Carcasses, 1954), Mystères 91 : les dernières nouvelles du crime, anthologie composée par Jacques Baudou, Paris, Éd. du Masque, mai 1991, p. 31-52 (Grand Format).
- « La Fiancée de Noël » (version revue de Conte à dormir debout, 1954), Fred Kassak : Romans humoristiques, compilation, vol. 2, Paris, Éd. du Masque, mars 2003, p. 713-725 (Les Intégrales du Masque).

## Filmographie

### En qualité de scénariste

#### Série téléviséeLes Cinq Dernières Minutes
- 1958 : La Clé de l'énigme de Claude Loursais
- 1958 : Un sang d'encre de Claude Loursais
- 1960 : Qui trop embrasse de Claude Loursais
- 1966 : Histoire pas naturelle de Guy Lessertisseur
- 1967 : La Mort masquée de Guy Lessertisseur
- 1967 : Finir en beauté de Claude Loursais
- 1967 : Voies de fait de Jean-Pierre Decourt
- 1968 : Tarif de nuit de Guy Séligmann
- 1971 : Les Yeux de la tête de Claude Loursais
- 1972 : Le diable l'emporte de Claude Loursais
- 1974 : Rouges sont les vendanges
- 1981 : Paris le 15 août

#### Série téléviséeLa Brigade des mineurs
- 1977 : Incidents mineurs (épisode no 1) ; La Neige de Noël (épisode no 2)
- 1978 : Le Mal du pays (ép. no 3) ; Une absence prolongée (ép. 4) ; Play-back et tais-toi (ép. 8)

#### Série téléviséeDrôles d'histoires(1988)
- Faux numéro, de Dominique Giuliani
- Le Bon motif, de Philippe Galardi
- Cas de force majeure, de Philippe Galardi
- L'Escalade, de Philippe Galardi
- Pension de famille, de Philippe Galardi
- Liste d'attente, de Stéphane Bertin
- Scénario de Dominique Giuliani
- Ce sacré Léo, de Philippe Galardi
- La Peau d'Anne, de Stéphane Bertin

#### Autres
- 1953 : Les Corsaires du bois de Boulogne de Norbert Carbonnaux
- 1961 : Dans la gueule du loup de Jean-Charles Dudrumet
- 1970 : Ça vous arrivera demain (série télévisée en 26 épisodes) de Jean Laviron

### En qualité d'auteur de l’œuvre originale
- 1959 : On n'enterre pas le dimanche de Michel Drach avec Philippe Mory.
- 1963 : Carambolages de Marcel Bluwal avec Jean-Claude Brialy, Louis de Funès, Michel Serrault…
- 1963 : L'assassin connaît la musique... de Pierre Chenal adapté d' Une chaumière et un meurtre avec Paul Meurisse.
- 1969 : Elle boit pas, elle fume pas, elle drague pas, mais... elle cause ! de Michel Audiard, adapté de Bonne vie et meurtres. Avec Annie Girardot, Bernard Blier, Mireille Darc.
- 1974 : Comment réussir quand on est con et pleurnichard de Michel Audiard, d'après Voulez-vous tuer avec moi ? Avec Jean Carmet, Stéphane Audran, Jane Birkin, Jean-Pierre Marielle, Jean Rochefort.
- 1975 : Plus amer que la mort (téléfilm) de Michel Wyn. Avec Francine Bergé, José Marie Flotats

## Radiothéâtrographie
Les Maîtres du mystère produit et réalisé par Pierre Billard et qui réunissait chaque mardi soir des millions d’auditeurs. Fred Kassak écrivit une vingtaine de textes dont notamment :
- Vocalises diffusé le 28 avril 1965 sur France Inter,
- Le Métier dans le sang diffusé le 12 août 1969 sur France Inter,
- La Puce diffusé le 7 juillet 1970 sur France Inter,
- Tendres Aveux diffusé le 20 juin 1972 sur France Inter,
- Une de perdue diffusé le 19 juin 1973 sur France Inter,
- Ce sacré Léo diffusé le 23 juillet 1974 sur France Inter

## Prix
- Grand prix de littérature policière 1958 pour On n'enterre pas le dimanche[4]
- Prix Mystère de la critique 1973 pour Nocturne pour un assassin[5]

## Pseudonymes
- Jean Céric
- Pierre Civry